# ABEMAヒルズ

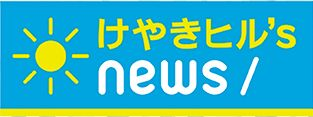
けやきヒル’sニュース番組ロゴ

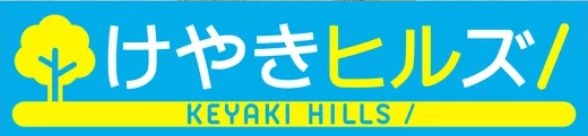
けやきヒルズ番組ロゴ

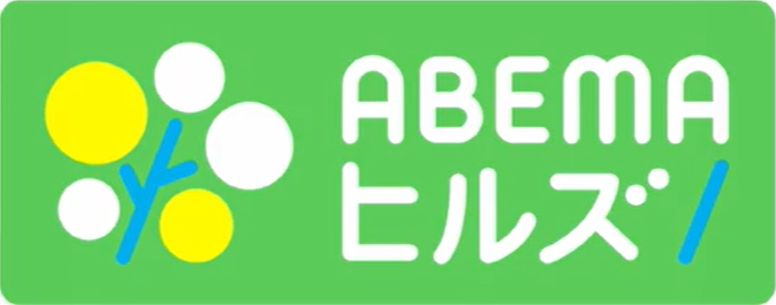
ABEMAヒルズ番組ロゴ

ABEMAヒルズは、インターネットテレビ局ABEMA内ニュースチャンネルABEMA NEWSで、平日と土曜の12:00 - 13:00に生配信されている報道番組。開始時はけやきヒル’sNEWS（けやきヒルズニュース）。2018年4月14日からは番組タイトルをけやきヒルズおよびけやきヒルズ SATURDAYに2020年6月22日からはABEMAヒルズに改称。

## 概要
2016年4月11日のAbemaNews本開局後、平日昼配信枠をストレートニュースの放送枠として宛がっていたが、2016年12月26日に自社制作の昼のニュース番組 としてスタート。
キャスターは元SKE48のメンバーでフリーのキャスターに転身した柴田と元テレビ朝日アナウンサーであった徳永がキャスターを担当する。徳永が報道キャスターを務めるのは、2005年4月迄出演していた『報道ステーション』のスポーツキャスター以来、約11年振りとなる。
番組構成は、日々のストレートニュースを読み上げし、日替わりで出演しているコメンテーターへ意見を求めつつ、視聴コメントの読み上げも行う。
2018年4月14日から土曜への配信枠が拡大され、番組タイトルを『けやきヒルズ SATURDAY』とし、平日含めた番組タイトルも『けやきヒルズ』と改題された。
当該番組は、他のAbemaNewsの生配信番組同様、EXけやき坂スタジオのストレートニュース用ブースから配信している。また、AbemaNewsの多くの番組がビデオアーカイブサービスの見逃し配信対象となっているが、当該番組は見逃し配信、ビデオアーカイブには長らく未対応だった。
2018年10月、徳永の番組異動に伴い、水、木曜に大木がキャスターに就任し、土曜が再び縮減される事となる。
12月10日配信分より、AI字幕システム「AI（あい）ポン」を試験導入。
2020年3月いっぱいで大木が降板し、4月より水、木曜担当として田中萌が担当する。3月30日配信分では田中萌がゲスト出演。リニューアルに伴う「アベマ」の入る番組名を視聴者から募集する。またコロナウイルス感染対策としてコメンテーターは原則リモート出演となる。また同ウイルス感染情報、特集コーナー「ネットピ」などにより終了時間が押すことが増え、4月13日配信分より正式に終了時間が15分延長された13時15分までとなる。
2020年6月22日から公募の末、番組名をABEMAヒルズに改称。水色と黄色の組み合わせだったテロップなどがライトグリーンを基調としたものに切り替わる。

## 出演者

### 現在

#### キャスター
- 柴田阿弥（月・火・金曜、2016年12月26日 - ）
- 徳永有美（水・木・土曜、2017年1月11日 - 2018年8月29日、水・木曜、2021年10月6日 - （予定））

#### リポーター
- 楪望（元広島ホームテレビ、テレビ大阪アナウンサー）

#### コメンテーター
- 月曜：藤井靖(心理学者、臨床心理士、明星大学 准教授)
- 火曜：本郷和人(歴史学者、東京大学 教授)、神庭亮介（BuzzFeed Japan 記者）
- 水曜：西田亮介（社会学者、東京工業大学 准教授）
- 木曜：竹下隆一郎（ハフィントン・ポスト・ジャパン 編集長）
- 金曜：アーサー・ホーランド（牧師）

不定期
- 落合陽一（筑波大学学長補佐、ピクシーダストテクノロジーズ社長）
- 細川隆三（当時のテレビ朝日報道局政治部デスク）※政治解説のみ
- サリー楓（日建設計社長直轄、イノベーションコンサルタント）
- 村上政俊（元衆議院議員、外務省官僚）
- 高橋祥子（株式会社ジーンクエスト代表取締役）
- 石田健（ニュース解説者）

### 過去

#### キャスター
|            |           | 月・火曜日 | 水曜日   | 木曜日   | 金曜日   | 土曜日   |
| ---------- | --------- | ---------- | -------- | -------- | -------- | -------- |
| 2017.12.26 | 2018.3.30 | 柴田阿弥   | 徳永有美 | 徳永有美 | 柴田阿弥 |          |
| 2018.4.2   | 2018.8.29 | 柴田阿弥   | 徳永有美 | 徳永有美 | 柴田阿弥 | 徳永有美 |
| 2018.8.31  | 2018.10.2 | 柴田阿弥   | 徳永有美 | 徳永有美 | 柴田阿弥 |          |
| 2018.10.5  | 2020.3.27 | 柴田阿弥   | 大木優紀 | 大木優紀 | 柴田阿弥 |          |
| 2020.3.30  | 2021.10.1 | 柴田阿弥   | 田中萌   | 田中萌   | 柴田阿弥 |          |
| 2021.10.4  | 現在      | 柴田阿弥   | 徳永有美 | 徳永有美 | 柴田阿弥 |          |

- 大木優紀（水・木曜、2018年10月 - 2020年3月26日）
- 田中萌（水・木曜、2020年4月1日 - 2021年9月30日）

#### コメンテーター
- 土曜：谷本有香（経済キャスター、フォーブスジャパン副編集長）

- 不定期：若新雄純（プロデューサー）[14]

#### コーナーレギュラー
- 藤えりか（GLOBE連動「#シネマニア・リポート」）土曜月イチコーナー担当

## おもなコーナー

### PicPop
- 気になるトピックをポップに紹介するコーナー。いわゆる特集コーナーである。旧コーナー名は「ネットピ」。

## スタッフ
- プロデューサー：平元真太郎（AbemaNews）[15]
- 制作協力：ViViA[16]、アリソデナサソ[17]